# Фред Лауер
Фред Лауер (англ. Fred Lauer, 13 жовтня 1898 — 17 грудня 1960) — американський ватерполіст.
Бронзовий призер Олімпійських Ігор 1924 року, учасник 1932, 1936 років.